# Camilla de Rossi
Camilla de Rossi, född 1670, död 1710, var en italiensk kompositör.
Hon var verksam i Wien.
Verk
- Santa Beatrice d'Este (Benedetto Pamphili), 1707
- Il sacrifizio di Abramo (F. Dario), 1708
- Il figliuol prodigo (C. de Rossi),1709
- Sant'Alessio, 1710